# 책임의 집

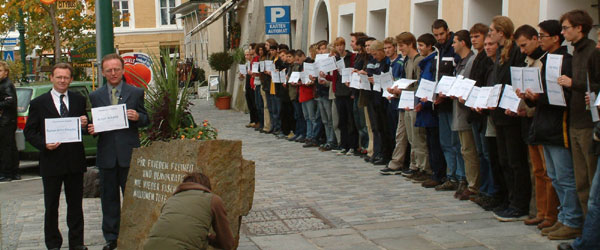
게르하르트 스키바, 안드레아스 마이슬링거 및 게덴크디너가 아돌프 히틀러의 출생지 앞에서 오스트리아의 열방의 의인을 기억한다.

책임의 집은 브라우나우암인은 아돌프 히틀러의 생가에 국제적인 만남의 장소와 배움의 장소를 설립하려는 생각이다. 모든 국가, 배경, 종교 및 문화의 사람들이 만나 과거, 현재 및 미래의 차원과 관련된 책임 개념을 중심으로 하는 프로젝트를 논의하고 학습하며 개발해야 한다. 주요 인구는 젊은 사람들이어야 한다. 책임의 집에 대한 아이디어는 게덴크디스크의 설립자이자 오스트리아 해외 서비스 기관의 회장인 안드레아스 마이슬링어 박사로부터 비롯되었다.